# پیک سحر
پیک سحر یک مجموعهٔ تلویزیونی ایرانی به کارگردانی «خسرو ملکان» است که در سال ۱۳۶۹ تهیه و از شبکه ۱  پخش گردید.

## خلاصه داستان
«مش رحمان» رفتگر محله، برای تهیه جهیزیه دخترش نیازمند پول است، اما چون پس از تلاش بسیار نمی‌تواند پول تهیه کند، مجبور می‌شود خود را بازخرید کند. مراسم عروسی اگرچه با اتفاقات گوناگونی همراه است، اما سرانجام به خوشی انجام می‌گردد.

## بازیگران و عوامل تولید

### بازیگران
- جمشید مشایخی
- اسماعیل داورفر
- احمد قدکچیان
- پروین سلیمانی
- عباس ناظری نیک
- ملیحه نصیری
- طاهره شیربچه در نقش هاجر
- هما رستمی
- فرید فرهادپور
- عیسی صفایی
- داوود شعبانی نصر
- نیما بانک
- حسین صفاریان
- مهدی کاشانیان
- مریم صفایی
- هدایت الله سجادی

### عوامل تولید
- نویسنده بتول سجادی
- کارکردان خسرو ملکان
- مدیر فیلمبرداری: غلامرضا رضی‌زاده
- تصویربردار: حسن مظلومی
- موسیقی: مهرداد جهان‌فر
- تهیه‌کننده: ابوالفضل جهانی‌مقدم
- فرمت تصویر: ۱۶ میلیمتری
- تعداد قسمت‌ها: ۶ قسمت
- مدت زمان: ۲۹۷ دقیقه
- محصول: گروه اجتماعی شبکه ۱
- سال تولید: ۱۳۶۹